# بيير دافيتي
بيير دافيتي وُلِد في 13 أغسطس 1573 في تورنو سور رون وتوفي في 2 مارس 1635 في باريس. كان كاتبًا، مؤرخًا، وجغرافيًا فرنسيًا. درس في كلية اليسوعيين وتخصص في القانون، قبل أن يختار مسارًا عسكريًا ويشارك في الحروب. ألف موسوعة تاريخية وجغرافية عن فرنسا والعالم، التي نُشرت لأول مرة عام 1613. الكتاب حقق نجاحًا كبيرًا وأُعيد نشره عدة مرات. دافيتي كان معروفًا بتقديمه لعمل موسوعي دون صور أو خرائط، كما يعتبر واحدًا من المفكرين البارزين في القرن السابع عشر في فرنسا.